# Чернігів (пункт контролю)
51°29′8″ пн. ш. 31°15′59.1″ сх. д. / 51.48556° пн. ш. 31.266417° сх. д.

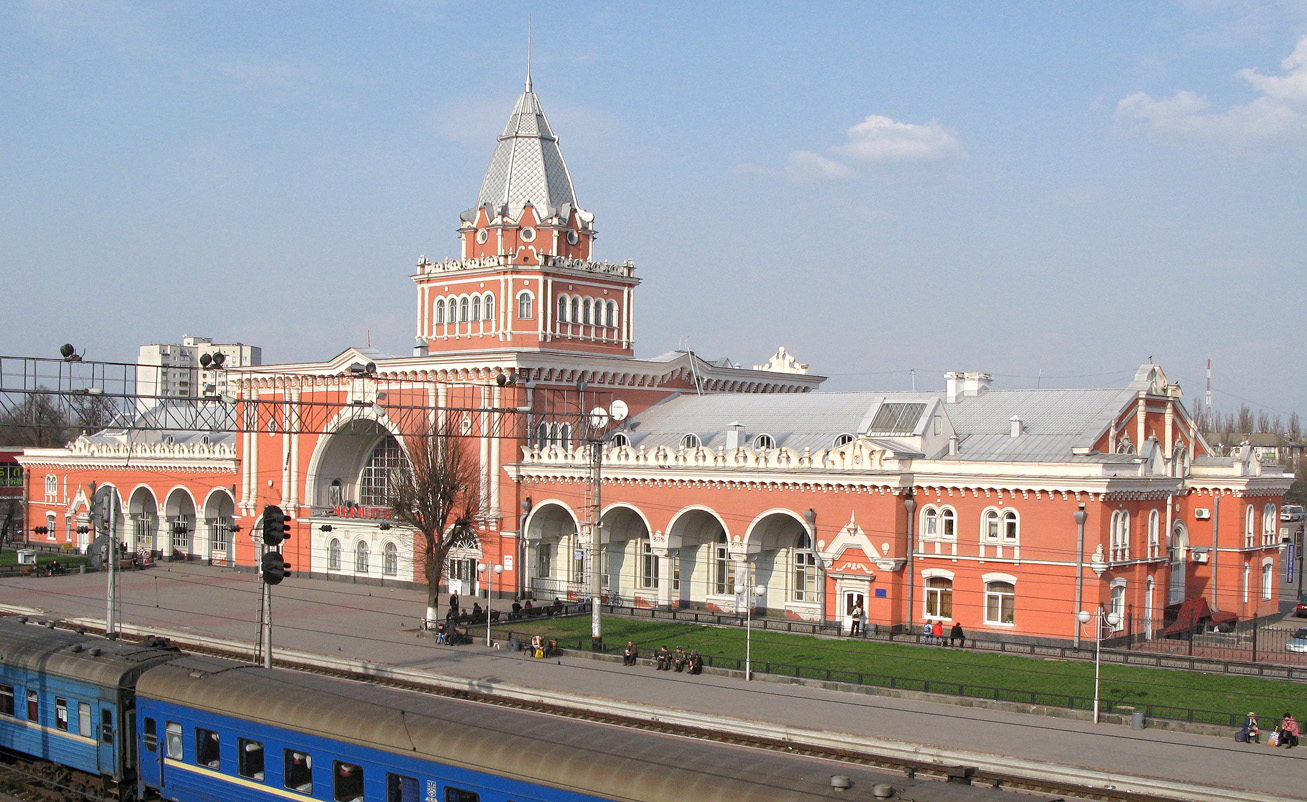
Залізнична станція Чернігів

Черні́гів — пункт контролю на державному кордоні України на кордоні з Білоруссю.
Розташований у Чернігівській області, на залізничній станції Чернігів в однойменному обласному центрі на залізничному відрізку Чернігів — Гомель (Білорусь). Відстань до державного кордону — 66 км.
Вид пункту пропуску — залізничний. Статус пункту пропуску — міжнародний.
Характер перевезень — вантажний.
Окрім радіологічного, митного та прикордонного контролю, пункт контролю «Чернігів» може здійснювати санітарний, фітосанітарний, ветеринарний та екологічний контроль.
Пункт контролю «Чернігів» входить до складу митного посту «Чернігів - залізничний» Чернігівської митниці. Код пункту пропуску — 10208 04 00 (12).